# Заједнички колектор
У електроници, појачало са заједничким колектором (такође познато као емитерски следбеник ) је једно од три основне једностепене топологије појачивача са биполарним транзистором, које се обично користи као појачивач напона .
У овом колу основни терминал транзистора служи као улаз, емитер је излаз, а колектор је заједнички за оба (на пример, може бити везан за референтну масу или извором напајања ), отуда и његово име. Аналогно коло транзистора са ефектом поља је уобичајени дрејн појачало, а аналогно цевно коло је катодни следбеник .

## Основно коло
Коло се може објаснити посматрањем транзистора као под контролом негативне повратне спреге. Са ове тачке гледишта, степен са заједничким колектором (слика 1) је појачавач са пуном серијском негативном повратном спрегом. У овој конфигурацији (слика 2 са β = 1), цео излазни напон Vout постављен је супротно и у серији са улазним напоном Vin . Тако се два напона одузимају према Кирхофовом закону о напону (одузимач из функционалног блок дијаграма се имплементира само преко улазне петље), а њихова разлика Vdiff = Vin − Vout се примењује на спој база-емитер . Транзистор континуирано прати Vdiff и подешава напон свог емитера на једнак Vin минус углавном константан VBE пропуштањем струје колектора кроз отпорник емитера RE. Као резултат тога, излазни напон прати варијације улазног напона од VBE до V+ ; отуда и назив „следбеник емитера“.
Интуитивно, ово понашање може се схватити и увиђањем да је VBE врло неосетљив на промене поларизације, па свака промена у напону базе (у доброј апроксимацији) директно преноси на емитер. То мало зависи од различитих поремећаја (толеранције транзистора, варијација температуре, отпорност оптерећења, колекторски отпорник ако се дода, итд.), будући да транзистор реагује на ове поремећаје и враћа равнотежу. Никада не долази до сатурације чак и ако улазни напон достигне позитивну шину.
Може се математички показати да коло заједничког колектора има повећање напона приближно јединици:
{\displaystyle A_{v}={\frac {v_{\text{out}}}{v_{\text{in}}}}\approx 1.}
Мала промена напона на улазном терминалу ће се одразити на излазу (зависи мало од појачања транзистора и вредности отпора оптерећења; видети формулу појачања испод). Ово коло је корисно јер има велику улазну импедансу
{\displaystyle r_{\text{in}}\approx \beta _{0}R_{\text{E}},}
тако да неће оптеретити претходни круг и малу излазну импедансу
{\displaystyle r_{\text{out}}\approx {\frac {R_{\text{E}}\parallel R_{\text{source}}}{\beta _{0}}},}
тако да може да покреће оптерећења ниског отпора.
Типично, отпорник емитера је знатно већи и може се уклонити из једначине:
{\displaystyle r_{\text{out}}\approx {\frac {R_{\text{source}}}{\beta _{0}}}.}

## Апликације
Ниска излазна импеданса омогућава извору са великом излазном импедансом да покреће малу импедансу оптерећења ; функционише као напонски бафер. Другим речима, коло има појачање струје (која већој мери зависи од hFE вредности транзистора) уместо појачања напона, због својих карактеристика се преферира у многим електронским уређајима. Мала промена улазне струје резултира много већом променом излазне струје која се доводи до излазног оптерећења.
Један аспект деловања бафера је трансформација импеданси. На пример, Тевенинов отпор комбинације следбеника напона покретаног од извора напона са високим Тевенинов отпором је смањен само на излазни отпор следбеника напона (мали отпор). То смањење отпора чини комбинацију идеалним извором напона. Супротно томе, следбеник напона уметнут између малог отпора оптерећења и погонског степена представља велико оптерећење за погонски степен — предност у повезивању напонског сигнала са малим оптерећењем.
Ова конфигурација се обично користи у излазним степенима појачала класе-Б и класе-АБ . Основно коло је модификовано да ради са транзистором у режиму класе-Б или АБ. У режиму класе-А, понекад се користи активни извор струје уместо RE (слика 4) да би се побољшала линеарност и/или ефикасност.

## Карактеристике
На ниским фреквенцијама и коришћењем поједностављеног хибридног пи модела, могу се извести следеће карактеристике малог сигнала . (Параметар {\displaystyle \beta =g_{m}r_{\pi }} а паралелне линије означавају паралелне компоненте .)
|                 | Дефиниција                                                              | Израз                                                                                 | Приближан израз                                                              | Услови                                                                       |
| --------------- | ----------------------------------------------------------------------- | ------------------------------------------------------------------------------------- | ---------------------------------------------------------------------------- | ---------------------------------------------------------------------------- |
| Појачање струје | {\displaystyle A_{\mathrm {i} }={i_{\text{out}} \over i_{\text{in}}}}   | {\displaystyle \beta _{0}+1\ }                                                        | {\displaystyle \approx \beta _{0}}                                           | {\displaystyle \beta _{0}\gg 1}                                              |
| Појачање напона | {\displaystyle A_{\mathrm {v} }={v_{\text{out}} \over v_{\text{in}}}}   | {\displaystyle {g_{m}R_{\text{E}} \over g_{m}R_{\text{E}}+1}}                         | {\displaystyle \approx 1}                                                    | {\displaystyle g_{m}R_{\text{E}}\gg 1}                                       |
| Улазни отпор    | {\displaystyle r_{\text{in}}={\frac {v_{\text{in}}}{i_{\text{in}}}}}    | {\displaystyle r_{\pi }+(\beta _{0}+1)R_{\text{E}}\ }                                 | {\displaystyle \approx \beta _{0}R_{\text{E}}}                               | {\displaystyle (g_{m}R_{\text{E}}\gg 1)\wedge (\beta _{0}\gg 1)}             |
| Излазни отпор   | {\displaystyle r_{\text{out}}={\frac {v_{\text{out}}}{i_{\text{out}}}}} | {\displaystyle R_{\text{E}}\parallel {r_{\pi }+R_{\text{source}} \over \beta _{0}+1}} | {\displaystyle \approx {1 \over g_{m}}+{R_{\text{source}} \over \beta _{0}}} | {\displaystyle (\beta _{0}\gg 1)\wedge (r_{\text{in}}\gg R_{\text{source}})} |

Где {\displaystyle R_{\text{source}}\ } је Тевенинов еквивалентни отпор извора.

### Деривације
На слици 5 приказан је нискофреквентни хибридни-пи модел за коло са слике 3. Користећи Омов закон, одређене су различите струје, а ови резултати су приказани на дијаграму. Примењујући Кирхофов тренутни закон на емитер, налази се:
{\displaystyle (\beta +1){\frac {v_{\text{in}}-v_{\text{out}}}{R_{\text{S}}+r_{\pi }}}=v_{\text{out}}\left({\frac {1}{R_{\text{L}}}}+{\frac {1}{r_{\text{O}}}}\right).}
Дефинишите следеће вредности отпора:
{\displaystyle {\begin{aligned}{\frac {1}{R_{\text{E}}}}&={\frac {1}{R_{\text{L}}}}+{\frac {1}{r_{\text{O}}}},\\[2pt]R&={\frac {R_{\text{S}}+r_{\pi }}{\beta +1}}.\end{aligned}}}
Тада се прикупљањем појмова налази појачање напона:
{\displaystyle A_{\text{v}}={\frac {v_{\text{out}}}{v_{\text{in}}}}={\frac {1}{1+{\frac {R}{R_{\text{E}}}}}}.}
Из овог резултата, појачање се приближава јединици (како се очекивало за бафер појачало ) ако је однос отпора у имениоцу мали. Овај однос опада са већим вредностима струјног појачања β и са већим вредностима од {\displaystyle R_{\text{E}}} . Улазни отпор се налази као
{\displaystyle {\begin{aligned}R_{\text{in}}&={\frac {v_{\text{in}}}{i_{\text{b}}}}={\frac {R_{\text{S}}+r_{\pi }}{1-A_{\text{v}}}}\\&=\left(R_{\text{S}}+r_{\pi }\right)\left(1+{\frac {R_{\text{E}}}{R}}\right)\\&=R_{\text{S}}+r_{\pi }+(\beta +1)R_{\text{E}}.\end{aligned}}}
Излазни отпор транзистора {\displaystyle r_{\text{O}}} обично је велико у поређењу са оптерећењем {\displaystyle R_{\text{L}}}, и стога {\displaystyle R_{\text{L}}} доминира {\displaystyle R_{\text{E}}} . Из овог резултата, улазни отпор појачала је много већи од отпора излазног оптерећења {\displaystyle R_{\text{L}}} за велики струјни добитак {\displaystyle \beta } . То јест, постављање појачала између оптерећења и извора представља веће оптерећење (високог отпора) на извор него директно повезивање са {\displaystyle R_{\text{L}}}, што резултира мањим слабљењем сигнала у импеданси извора {\displaystyle R_{\text{S}}} као последица поделе напона .
На слици 6 приказано је коло малог сигнала са слике 5 са кратко спојеним улазом и испитном струјом постављеном на његовом излазу. Излазни отпор се налази помоћу овог кола као
{\displaystyle R_{\text{out}}={\frac {v_{\text{x}}}{i_{\text{x}}}}.}
Користећи Омов закон, пронађене су различите струје, као што је приказано на дијаграму. Прикупљајући појмове за основну струју, базна струја се налази као
{\displaystyle (\beta +1)i_{\text{b}}=i_{\text{x}}-{\frac {v_{\text{x}}}{R_{\text{E}}}},}
где {\displaystyle R_{\text{E}}} је дефинисан горе. Користећи ову вредност за основну струју, Омов закон предвиђа
{\displaystyle v_{\text{x}}=i_{\text{b}}\left(R_{\text{S}}+r_{\pi }\right).}
Замена за базну струју и сабирањем чланова,
{\displaystyle R_{\text{out}}={\frac {v_{\text{x}}}{i_{\text{x}}}}=R\parallel R_{\text{E}},}
где || означава паралелну везу, а {\displaystyle R} је дефинисан изнад. Зати што је {\displaystyle R} углавном мали отпор када је појачање струје {\displaystyle \beta } велико, {\displaystyle R} доминира излазном импедансом, која је стога такође мала. Мала излазна импеданса значи да серијска комбинација оригиналног извора напона и следбеника напона представља Тевенинов извор напона са нижим Тевениновим отпором на свом излазном чвору; односно комбинација извора напона са следбеником напона чини идеалнији извор напона од оригиналног.